# Julen Lobete
Julen Lobete Cienfuegos (Lezo, 18 settembre 2000) è un calciatore spagnolo, attaccante del Malaga.

## Carriera
Cresciuto nel settore giovanile della Real Sociedad, debutta in prima squadra il 15 agosto 2021 in occasione dell'incontro di Primera División perso 4-2 contro il Barcellona dove realizza la rete del momentaneo 1-3.

## Statistiche
Statistiche aggiornate al 23 luglio 2024.

### Presenze e reti nei club
| Stagione        | Squadra         | Campionato      | Campionato | Campionato | Coppe nazionali | Coppe nazionali | Coppe nazionali | Coppe continentali | Coppe continentali | Coppe continentali | Altre coppe | Altre coppe | Altre coppe | Totale | Totale | Totale |
| Stagione        | Squadra         | Comp            | Pres       | Reti       | Comp            | Pres            | Reti            | Comp               | Pres               | Reti               | Comp        | Pres        | Reti        | Pres   | Reti   |        |
| --------------- | --------------- | --------------- | ---------- | ---------- | --------------- | --------------- | --------------- | ------------------ | ------------------ | ------------------ | ----------- | ----------- | ----------- | ------ | ------ | ------ |
| 2018-2019       | Real Sociedad C | TD              | 9          | 0          |                 | -               | -               |                    | -                  | -                  |             | -           | -           | 9      | 0      |        |
| 2019-2020       | Real Sociedad C | TD              | 2          | 0          |                 | -               | -               |                    | -                  | -                  |             | -           | -           | 2      | 0      |        |
| 2019-2020       | Real Sociedad B | SDB             | 25         | 7          |                 | -               | -               |                    | -                  | -                  |             | -           | -           | 25     | 7      |        |
| 2020-2021       | Real Sociedad B | SDB             | 27         | 7          |                 | -               | -               |                    | -                  | -                  |             | -           | -           | 27     | 7      |        |
| 2021-2022       | Real Sociedad B | SD              | 23         | 1          |                 | -               | -               |                    | -                  | -                  |             | -           | -           | 23     | 1      |        |
| 2021-2022       | Real Sociedad   | PD              | 13         | 2          | CR              | 0               | 0               | UEL                | 1                  | 0                  |             | -           | -           | 14     | 2      |        |
| 2022-2023       | RKC Waalwijk    | ED              | 29         | 4          | CO              | 1               | 0               | -                  | -                  | -                  | -           | -           | -           | 30     | 4      |        |
| 2023-2024       | FC Andorra      | SD              | 41         | 4          | CR              | 0               | 0               |                    | -                  | -                  |             | -           | -           | 41     | 4      |        |
| Totale carriera | Totale carriera | Totale carriera | 169        | 25         |                 | 1               | 0               |                    | 1                  | 0                  |             | -           | -           | 171    | 25     |        |